# Anaxarcha maculata
Anaxarcha maculata» es una especie de mantis de la familia Hymenopodidae.

## Distribución geográfica
Se encuentra en Yunnan (China).